# Institut supérieur du commerce de Paris
Pour les articles homonymes, voir ISC.
L'Institut supérieur du commerce de Paris est une grande école de commerce et management privée reconnue par l'État créée en 1963 et formée autour du groupe ISC Paris, groupe d’enseignement supérieur français privé indépendant, a développé ses activités autour de 2 marques : l'ISC Paris Grande École, ainsi que l'ISC Paris Global Programs.
L'Institut supérieur du commerce de Paris est situé à Paris dans le 17e arrondissement de Paris, au 22, boulevard du Fort-de-Vaux et à Orléans, au 24, rue Jeanne-D’Arc.
Le campus de Paris est desservi par la station de métro Porte de Clichy (RER C et métro ligne 13) ainsi que la gare de Clichy - Levallois (Transilien ligne L) et la gare de Pereire - Levallois (RER C et métro ligne 3). Quant au campus d'Orléans, il est accessible via la ligne A du tramway d'Orléans et la ligne B ainsi que par le bus, arrêt Boulevard Alexandre Martin.

## Historique
Le fondateur, Paul Icard, est originaire de Provence et grandit dans la maison familiale de Mandelieu-la-Napoule avec deux grands frères, son père est entrepreneur dans la maçonnerie, sa mère est connue pour sa générosité.
Le parcours de Paul Icard est résumé le 1er décembre 2017 par un hommage de Tamym Abdessemed, alors directeur général adjoint de l’institut.
L'ISC Paris ouvre ses portes à l'automne 1962 au 6, avenue Léon-Heuzey, dans le 16e arrondissement de Paris. Paul Icard est alors directeur de l'Institut de Psychologie Industrielle et Commerciale, l'établissement a pour objectif de former des cadres commerciaux. L'ISC Paris prend la forme d'une association à but non lucratif (loi de 1901) avec un conseil d'administration qui en assume la gestion. Accessible directement après le baccalauréat, la durée des études est de deux ans à l'époque. La première promotion (promo 64) est composée de trente-huit élèves, uniquement des hommes. Rapidement, la vie étudiante s'organise : l'association des élèves de l'ISC Paris est fondée au début de l'année 1963, elle deviendra le bureau des élèves.
Le 19 mai 1969, l'ISC Paris est reconnu par l'État dans un décret ministériel. Simultanément, il emménage dans de nouveaux locaux, au 13, rue Jacques-Bingen dans le 17e arrondissement. L'école accueille désormais une centaine d'étudiants. En 1971, la durée des études passe de deux à trois ans. Le recrutement se fait non plus après le baccalauréat mais après une année de prépa et est désormais accessible aux femmes.
En 1969, le BDE s'est détaché de toute l'animation de l'école en créant une association du même nom. En 1970 est créée la Junior-Entreprise de l'ISC Paris.
C'est en 1975 que l'ISC Paris déménage au 22, boulevard du Fort-de-Vaux, son adresse actuelle. Les locaux intègrent un laboratoire de langues, des salles de travaux de groupes, des salles de conférence et un centre informatique. Le concours est désormais ouvert aux admissions parallèles en deuxième année, pour les titulaires d'un DEUG, DUT ou BTS.
À cette date, Claude Riahi est nommé directeur général, fonction qu’il assumera pendant 35 ans jusqu’en décembre 2010.
Claude Riahi sera élu en 1995 Président de l’U.G.E.I. (dont il a été membre fondateur) et obtiendra pour les écoles de ce groupe et notamment pour l’ISC des subventions du ministère de l’Enseignement supérieur et de la Recherche.
En 1976, le nombre de candidats approche du millier, des centres de concours sont ouverts en province. Pour cela il est fait appel à des lycées ou des chambres de commerce locales pour faire passer les épreuves localement.
Le 21 mai 1980, un arrêté du ministère de l'Éducation nationale annonce que le diplôme de l'ISC Paris est désormais visé par l'État. En 1981 est créé ISC Formation Permanente, pôle formation continue et conseil du groupe ISC Paris, dirigé par Marc Dreyfus. Elle sera suivie de ISC 3e Cycles pour les titulaires d'un Bac +4/5. L'Institut Supérieur du Commerce devient alors le groupe ISC. En 1983, le concours en 1re année s'ouvre aux admissions parallèles, le nombre d'étudiants passe alors à quatre cents. En octobre 1983, l'ISC Paris inaugure de nouveaux locaux proche du boulevard du Fort de Vaux.
De 1 178 candidats issus de prépa HEC en 1982, 2 281 en 1984, 3 875 en 1992, le nombre de candidats issus de prépa croît grâce notamment aux actions de la commission du voyage d'information et des conférences qui sont organisées à travers la France. En 1992, une banque d'épreuves communes est créée avec une école partenaire. Si les épreuves écrites sont communes, les épreuves orales se déroulent différemment dans chaque école. Ce système fonctionnera jusqu'en 1999, date d'entrée de l'ISC Paris dans la banque commune d'épreuves.
En septembre 2005, le grade de master est attribué par la commission Helfer. En 2006, la marque Institut Supérieur du Commerce de Paris est transmise à la société Formation et Développement, dont le Président est Roger Serre, fondateur du Groupe IGS, l´un des plus anciens groupements d´enseignement supérieur privé. L'école rentre ensuite dans la Conférence des grandes écoles (CGE) en 2007. Elle ouvre un troisième bâtiment, l'ISC 3 à usage des étudiants en MBA, ce qui porte la superficie des locaux à 13 600 m2. Un programme doctoral est développé avec l'Université de Cergy-Pontoise.
L´ensemble des programmes bachelor, master et MBA est accrédité par l'Association to Advance Collegiate Schools of Business (en) (AACSB) en février 2017.
Le président du conseil d'administration est Jean-Paul Aimetti qui succède à Yves Hinnekint en 2018. Jean-Christophe Hauguel est nommé directeur général en septembre 2019.
L'École rejoint les signataires avancés des "Principles for Responsible Management Education" en 2019, initiative supportée par les Nations unies. Le Programme Grande École (Master in Management) et les MBA dispensés dans 5 localités sont accrédités par l´Association of  Masters of Business Administration le 12 septembre 2019. Le 11 mars 2020, le Programme Grande École (Master in Management) est accrédité EPAS par l'European foundation for management development.
Les programmes de Master et Bachelor sont accrédités par la Business Graduates Association en janvier 2021.
Pour le programme Doctorate of Business Administration, le groupe ISC Paris devient membre de l'Executive DBA Council (en) en décembre 2021.

## Formations
Le Groupe ISC Paris propose plusieurs cursus :
- Le programme Bachelor, accessible après un Bac ou Bac+1/+2, et proposant 6 spécialisations ;
- Le programme Master Grande École, délivrant un grade de master dans plus de vingt spécialisations dont 8 double diplômes [23]
- Le programme MBA  accessibles aux Bac +4/+5 et aux professionnels confirmés, et répartis dans 4 pôles ;
- Le programme MSc, accessibles après aux Bac +3/+4
- Le programme DBA, accessible aux professionnels confirmés
- Des programmes à l'étranger sont proposés en partenariat avec 161 établissements[24] dans 50 pays à travers le monde, offrant 15 double diplômes de niveau master.

## Recherche
Elle publie trimestriellement des cahiers de recherche dans chacun des domaines de l'entreprise et coorganise notamment avec l'Université de Cergy-Pontoise, le réseau REMEREG et l'AFFI l'International Finance Conference. Avec d'autres partenaires académiques et associations professionnelles, elle coorganise des colloques.

## Incubateur
Elle dispose d’un incubateur académique qui se compose d’un espace de cotravail de 1 000 m2 au cœur du campus, de salles de réunions, de services associés (service courrier, reprographie…), d’un accompagnement individuel et d’ateliers spécialisés. L’incubateur est très actif dans le dispositif PEPITE, et dispose de relais internationaux pour faciliter la mobilité des étudiants-entrepreneurs.

## Anciens élèves
- Alain Prenat, président-directeur général de Toshiba Systèmes France (1965)[26] ;
- Gérard d'Aboville, navigateur (1967)[27],[26] ;
- Pierre Frey, président-directeur général de Pierre Frey (1968)[26] ;
- Yves Guénin, directeur général d'Optic 2000 (1977)[26] ;
- Antoine Vivien, vice-président Hewlett-Packard France (1978) ;
- Michel Faul, auteur et guide-conférencier, fondateur de Paris Visites (1982)
- Jean-René Lévy, directeur des ressources humaines de General Motors (1986)[26] ;
- Jean-Willy Mosse, directeur marketing de Nike France (1986)[26] ;
- Alain Thaly, directeur du marketing de Casino (1988)[28] ;
- Antoine Philipon, ancien directeur général de La Roche-Posay (1989)[26] ;
- Hervé Dubail, directeur international du groupe Vivarte (1989)[26];
- Fabienne Vieren, fondatrice d'Art'Up Deco (1991)[26] ;
- Sophie Pleuchot, directrice associée de TBWA France (1991) ;
- Nicolas Wallach, directeur du département hôtellerie de Nexity créé en juin 2008 (1991)[29] ;
- Rémy Sharps vice-président Commercial GMS de Brasseries Kronenbourg (1991) ;
- Éric Faye directeur général de Louis Pion-Royal Quartz Groupe Galeries Lafayette (1992)[30] ;
- Pierre-Emmanuel Chartier, directeur national des ventes Mercedes-Benz Cars France  (1993) ;
- Stéphanie Jourdan directrice marketing Ikéa France (1994) ;
- Alexandre Almajeanu, cofondateur de VoyagerMoinsCher.com et business-angel (1995) ;
- Loïc Mesnage, Directeur Associé BCG (1997) [31] ;
- Franck Weill, directeur général de Solaris-sunglass (1996) [32];
- Canel Frichet, directrice générale de Winamax (2001) [33];
- Mireya Berteau, directeur marketing et business développement de McDermott Will & Emery[34].
- Pierre-Emmanuel Chartier directeur général own retail Mercedes-Benz voitures particulières et directeur général de Mercedes-Benz Paris (1993) [35]
- Jonathan Zhiren CEO Clarins America (1994)[36]
- Jean-Manuel Rozan, Président de Qwant (1978)[37]
- Florent Mothe, artiste (2005)[réf. nécessaire]
- Sandy Heribert, journaliste et animatrice de télévision